# Johannes Schmitt (Politiker)

Johannes Schmitt

Johannes Schmitt (* 19. Mai 1853 in Enkenbach-Daubenbornerhof; † 11. Juli 1920 in Reichenbach) war Gutsbesitzer und Mitglied des Deutschen Reichstags.

## Leben
Schmitt besuchte eine Privatschule in Daubenbornerhof und die Realschule in Kaiserslautern. Von 1872 bis 1873 absolvierte er seinen Militärdienst. Danach war er Guts- und Mühlenbesitzer in Reichenbach. Weiter war er Bezirksausschussmitglied in Homburg und Aufsichtsrat der Pfälzischen landwirtschaftlichen Zentralgenossenschaft.
Von Januar bis Juni 1898 war er Mitglied des Deutschen Reichstags für den Wahlkreis Pfalz 5 (Homburg, Kusel) und die Nationalliberale Partei. Zwischen 1896 und 1904 war er Mitglied der Bayerischen Kammer der Abgeordneten.